# Темна (Талицький міський округ)
Те́мна (рос. Тёмная) — присілок у складі Талицького міського округу Свердловської області.
Населення — 107 осіб (2010, 147 у 2002).
Національний склад станом на 2002 рік: росіяни — 93 %.